# Václav Jiří Dundr
Václav Jiří Dundr (deutsch Wenzel Georg Dunder oder Wenceslaus Georg Dunder,
slowenisch Venceslav Juraj Dunder; * 14. Februar 1811 in Nové Strašecí; † 28. April 1872 ebenda) war ein tschechischer Schriftsteller und Übersetzer, Bruder des Schriftstellers Josef Alexandr Dundr (1802–1874).
Er beschrieb seinen Status folgenderweise: „Nationalgarde-Platzoberlieutenenant und Ordonnanz-Offizier beim Ober-Commando, Mitglied des großen Verwaltungsrathes der Wiener Nationalgarde; h. Güter-Direktor, Inhaber der gr. Verdienst-Ehren-Medaille der r. k. Akademie und mehrerer g. Gesellschaften Mitglied etc.“ sowie „Director der Herrschaften Burg Cilli, Brunberg, Schönbichel, Spital-Cilli und Landskrone, Inhaber der Verdienst-Ehren-Medaille der russ. Kais. Academie in St. Petersburg, der bayer. Gartenbau-Gesellschaft etc. Mitglied“ und „Doctor der Philosophie; Director der Herrschaften Brunberg, Schönbüchel, Landskrone, Burg- und Spital-Cilli und der Neuciller Seidenzucht-Plantagen in Steiermark; Mitglied der philosophischen Facultät der großherz. Hess. Ludwigs-Universität, der bayerischen Gartenbau-Gesellschaft etc. etc.“.
Dundr studierte in Prag, verwaltete Güter in der Steiermark, nahm teil an der Wiener Oktober-Revolution 1848, danach trat er in den Staatsdienst in Lemberg, seit 1855 in Krakau, dann seit 1860 wieder in Lemberg.
Er veröffentlichte zahlreiche Bücher und Artikel in Zeitschriften in tschechischer, deutscher, polnischer und slowenischer Sprache. Er begann unter dem Pseudonym „Novostrašecký“ zu schreiben, um sich vom gleichnamigen Autor Vaclav Dundr (ca. 1817–1888) zu unterscheiden.

## Werke

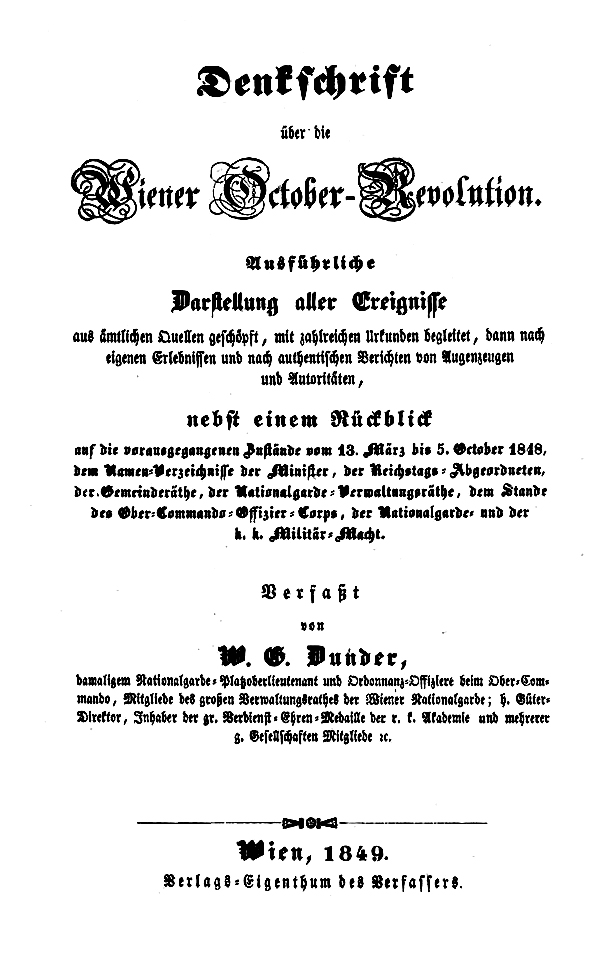
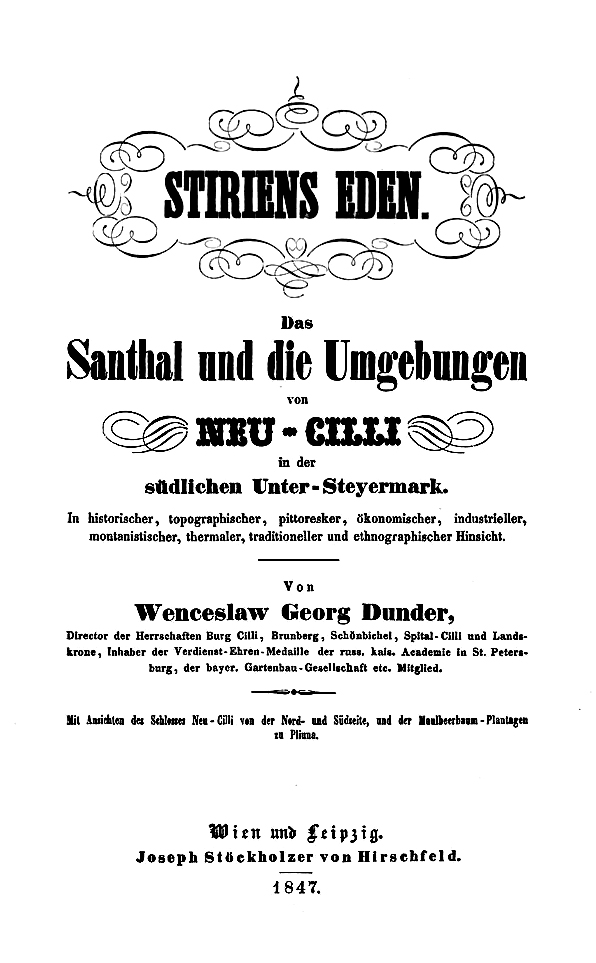
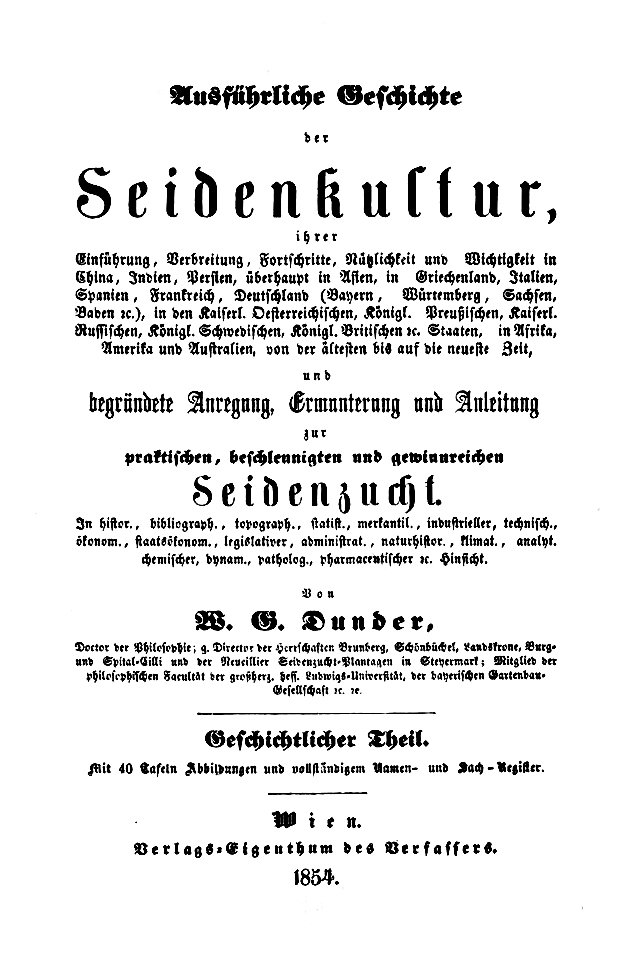

- Denkschrift über die Wiener October-Revolution : ausführliche Darstellung aller Ereignisse aus ämtlichen Quellen geschöpft, mit zahlreichen Urkunden begleitet, dann nach eigenen Erlebnissen und nach authentischen Berichten von Augenzeugen und Autoritäten, Wien : Verl.-Eigentum des Verf., 1849
- Stiriens Eden : das Santhal und die Umgebungen von Neu-Cilli in der südlichen Unter-Steyermark : in historischer, topographischer, pittoresker, ökonomischer, industrieller, montanistischer, thermaler, traditioneller und ethnographischer Hinsicht : mit Ansichten des Schlosses Neu-Cilli von der Nord- und Südseite, und der Maulbeerbaum-Plantagen zu Pliuna : Wien ; Leipzig : Joseph Stöckholzer von Hirschfeld, 1847
- Vollständiges und allgemeines Slawisches Bücher-Lexicon aller seit der Erfindung der Buchdruckkunst bis zum Schlusse des Jahres 1834 Böhmen, Mähren, Ungarn, Russland, Serbien, Slawonien, Dalmatien, Croatien, Illirien, Polen, Schlesien und in den benachbarten Ländern gedruckten slawischen Bücher und vorhandenen bekannten Manuscripte, bearbeitet und herausgegeben von Wenceslaw Georg Dunder, Buchhandlungs-Geschäfts-Leiter in Wien, 1835
- Ausführliche Geschichte der Seidenkultur u. begründete Anleitung zur praktischen, beschleunigten u. gewinnreichen Seidenzucht Wien 1854
- Srbsko-Dalmatinske Vitežke Narodne Pjesme Bd. 1 U Beču : J. Venedikta Slavenska Knjigarna, 1836